# Bloomfield (hrabstwo Walworth)
Bloomfield – miasto w Stanach Zjednoczonych, w stanie Wisconsin, w hrabstwie Walworth.